# Dedi Baron

Dedi Baron

Dedi Baron (geboren 1954 in Tel Aviv) ist eine israelische Theater- und Fernsehregisseurin.

## Leben
Ihre Ausbildung erhielt Baron an der Universität Tel Aviv an der Fakultät für Theater. Dort hatte sie mit einem Stück von Hanoch Levin auch ihr Regiedebüt. 
Besonders häufig inszenierte sie bislang Stücke von Shlomi Moskovitz, u. a. Seven days. In den Jahren 2003 und 2004 erhielt Baron nationale Preise für die beste Theaterinszenierung. Auch Arbeiten für das israelische Fernsehen macht die Theaterregisseurin. Seit 2006 ist sie Professorin für Regie an der Universität Tel Aviv. 
Im Jahr 2014 inszenierte sie das Stück Mord von Hanoch Levin am Schauspiel Düsseldorf.
Februar 2017 hat ihre Inszenierung zu Terror von Ferdinand von Schirach am Salzburger Landestheater Premiere.
Am 19. April 2025 fand die von ihr inszenierte Premiere im Theater Krefeld-Mönchengladbach unter GMD Mihkel Kütson statt.